# وشاء الهوى (مسلسل)
وشاء الهوى مسلسل سوري درامي يناقش حياة الشباب الجامعيين وواقعهم خلال فترة الدراسة وبعد التخرج بكل ما تحمل من مصاعب. من بطولة : أمل عرفة وكاريس بشار وديمة قندلفت وشكران مرتجى ونضال نجم وقيس الشيخ نجيب وباسل خياط ووائل شرف وغيرهم. وهو من إخراج زهير قنوع و تأليف: يم مشهدي 